# 永寧縣 (吉安路)
永寧縣，元代至順年間，分永新州置，屬江西等處行中書省吉安路。至正二十二年（龍鳳八年壬寅），朱元璋將吉安路改為江西吉安府。清代仍屬江西吉安府，民國三年（1914年），改名寧岡縣。